# 漂母墓
漂母墓，位于江苏省淮安市淮阴区码头镇，是中华人民共和国江苏省文物保护单位之一。
2002年10月22日，授予江苏省文物保护单位，是一座古墓葬。